# Schistura latifasciata
Schistura latifasciata es una especie de peces de la familia Balitoridae en el orden de los Cypriniformes.

## Distribución geográfica
Se encuentra en la China (Yunnan).

## Hábitat
Es un pez de agua dulce.